# Liste der Biografien/Stus
Liste der Biografien |
Portal Biografien |
Personensuche
# |
A |
B |
C |
D |
E |
F |
G |
H |
I |
J |
K |
L |
M |
N |
O |
P |
Q |
R |
S |
T |
U |
V |
W |
X |
Y |
Z |
?
 
Sa |
Sb |
Sc |
Sd |
Se |
Sf |
Sg |
Sh |
Si |
Sj |
Sk |
Sl |
Sm |
Sn |
So |
Sp |
Sq |
Sr |
Ss |
St |
Su |
Sv |
Sw |
Sy |
Sz
 
Sta |
Ste |
Sth |
Sti |
Stj |
Stl |
Sto |
Str |
Sts |
Stt |
Stu |
Stv |
Stw |
Sty
 
Stua |
Stub |
Stuc |
Stud |
Stue |
Stuf |
Stug |
Stuh |
Stui |
Stuj |
Stuk |
Stul |
Stum |
Stun |
Stup |
Stur |
Stus |
Stut |
Stuu |
Stuv |
Stuw |
Stux |
Stuy
Die Liste der Biografien führt alle Personen auf, die in der deutschsprachigen Wikipedia einen Artikel haben. Dieses ist eine Teilliste mit 17 Einträgen von Personen, deren Namen mit den Buchstaben „Stus“ beginnt.

## Stus
- Stus, Wassyl (1938–1985), ukrainischer Dichter, Publizist und sowjetischer DissidentWassyl Stus (1938–1985)

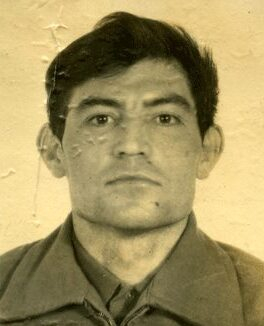
Wassyl Stus (1938–1985)

### Stusc
- Stusch, Michael (* 1966), deutscher Internetunternehmer
- Stuschka, Franz (1910–1986), österreichischer SS-Obersturmführer und Mitarbeiter im Eichmannreferat des RSHA
- Stuschke, Franz (1829–1880), deutscher Verwaltungsjurist

### Stuse
- Stusek, Julia (* 2008), deutsche Tennisspielerin

### Stuss
- Stuß, Johann Heinrich (1686–1775), deutscher Pädagoge
- Stuß, Just Christian (1725–1788), deutscher Pädagoge, Schriftsteller und evangelischer Geistlicher
- Stüssgen, Cornelius (1877–1956), rheinischer Handelsunternehmer und Begründer der Selbstbedienungsläden
- Stüssi, Christoph (* 1938), Schweizer Politiker, Landammann
- Stüssi, Edgar (1945–2017), Schweizer Biomechaniker und Hochschullehrer
- Stüssi, Fritz (1874–1923), Schweizer Komponist, Organist und Dirigent
- Stüssi, Fritz (1901–1981), Schweizer Bauingenieur
- Stüssi, Fritz (1945–1970), Schweizer Skilangläufer
- Stüssi, René (* 1978), Schweizer Eishockeyspieler und -trainer
- Stüssi, Rudolf († 1443), Bürgermeister von Zürich
- Stüssi-Lauterburg, Jürg (* 1954), Schweizer Militärhistoriker, Bibliotheksleiter und Politiker (SVP)
- Stussy, Jan (1921–1990), US-amerikanischer Künstler und Hochschullehrer